# Gunnar Kunz
Gunnar Kunz (* 16. Mai 1961 in Wolfenbüttel) ist ein deutscher Schriftsteller und Illustrator. Zunächst arbeitete Kunz lange Zeit in der Theater-Regie, bevor er sich 1997 als freier Autor selbständig machte. Er schrieb Kinder-Hörspiele und -Bücher, die Krimi-Reihe um Kommissar Gregor Lilienthal und dessen Bruder, Philosophieprofessor Hendrik Lilienthal, vor dem Hintergrund der Weimarer Republik, und Fantasy, wie die Seelenknoten-Trilogie. Daneben veröffentlichte er auch Sach-Texte und Bücher, wie das feminismuskritische „Besonders Frauen“, Schwarzbuch Feminismus 1968 - 2019.

## Leben
Gunnar Kunz war nach Abitur und Zivildienst 14 Jahre an verschiedenen Theatern in Deutschland als Regieassistent, Regisseur, Inspizient und Dramaturg tätig. Er lebte mehrere Jahre in Schottland. Seit 1997 arbeitet er als freier Autor und gelegentlich als Illustrator und Cartoonist mit dem Pseudonym Rannug. Von 2002 bis 2014 war er Vorstandsmitglied im Berliner Landesverband im Verband deutscher Schriftsteller. Nach der im Oktober 2015 erfolgten Umbenennung des Schriftstellerverbandes in „Verband deutscher Schriftstellerinnen und Schriftsteller“ trat Kunz aus dem Verband aus.

## Werke
Neben Kurzgeschichten in Anthologien, Liedertexten (auf Englisch und Deutsch) und mehreren Romanen hat er über 30 Theaterstücke geschrieben, darunter etliche Märchenbearbeitungen. Schwerpunkte seines schriftstellerischen Werkes sind vor allem das phantastische Genre (Fantasy, Märchen, Mystery, Science Fiction), aber auch Thriller, historisch-politischer Krimi und Arbeiten für Kinder und Jugendliche. Als Illustrator hat er Theaterplakate, CD-Booklets, ein Jugendbuch und Cartoons gestaltet.

## Kritik
Kunz wird von Sebastian Leber von der Tageszeitung Der Tagesspiegel der Männerrechtsbewegung im deutschsprachigen Raum zugerechnet, und als „antifeministisch“ bezeichnet.

## Auszeichnungen
- 2010 Finalist Literaturpreis Wartholz

## Publikationen

### Kinder-Hörspiele
- Die Bremer Stadtmusikanten, Hörspiel, Eigenverlag, Berlin 2000
- Die fünf Gespenster, Hörspiel, Eigenverlag, Berlin 2002

### Kinder-Bücher
- Schnatzelschnapf! oder: Wie kommt die Welt in meinen Kopf? Verlag Monika Fuchs, Hildesheim 2012, ISBN 978-3-940078-32-2
- Ein Koffer voller Wunder. Märchenreise um die Welt. Verlag Monika Fuchs, Hildesheim 2015, ISBN 978-3-940078-82-7

### Bildband
- Land aus Nebel und Licht: Auf der Suche nach dem schottischen Herzschlag. Drachenmond Verlag, Leverkusen 2011, ISBN 978-3-931989-61-3

### Lilienthal-Krimis
1. Dunkle Tage, Eigenverlag, Erfurt 2006, ISBN 978-3-86680-072-4
2. Organisation C, Sutton, Erfurt 2007, ISBN 978-3-86680-215-5
3. Inflation!, Eigenverlag, Erfurt 2011, ISBN 978-3-86680-747-1
4. Zeppelin 126, Eigenverlag, Erfurt 2013, ISBN 978-3-95400-166-8
5. Tückisches Spiel, BoD 2022 ISBN 978-3-7568-1367-4 
erstveröffentlicht als Ausgeleuchtet, Sutton Verlag, Erfurt 2016, ISBN 978-3-95400-601-4)
6. Schwarze Reichswehr, Gmeiner-Verlag, Meßkirch 2018, ISBN 978-3-8392-2257-7
7. Schwarzer Donnerstag, Eigenverlag, Norderstedt 2020, ISBN 978-3-7494-8702-8
8. Dolchstoß!, BoD 2021, ISBN 978-3-7534-2467-5
9. Aufmarsch der Republikfeinde, BoD, 2022, ISBN 978-3-7557-7960-5

### Seelenknoten-Trilogie
1. Seelenknoten: Erster Band, SadWolf Verlag, Bremen 2017, ISBN 978-3-946446-41-5
2. Der Weg des Kriegers, SadWolf Verlag, Bremen 2018, ISBN 978-3-946446-81-1
3. Die verdeckte Fläche des Würfels, SadWolf Verlag, Bremen 2019, ISBN 978-3-96478-005-8

### Andere Fantasy-Romane
- Lagunenrauner. Weltenschmiede-Verlag, Stuttgart 2013, ISBN 978-3-522-20171-1
- Krähen über Niflungenland, Edition Roter Drache, 2017, ISBN 978-3-946425-35-9
- Der Ruf der Walküren. Erfurt 2010, ISBN 978-3-86680-677-1

### Sachbücher und Texte
- Reimlexikon für Profis, Sieben-Verlag, Reinheim 2013, ISBN 978-3-86443-264-4
- Unberührbar. Oder: Nur ein kleiner Schnitt, Eigenverlag, 2013, ISBN 978-1-4927-1183-4
- „Besonders Frauen“: Schwarzbuch Feminismus 1968 - 2019, Eigenverlag, 2020, ISBN 979-8617118935